# Raïon de Kaltassy
Le Raïon Kaltasinski (Калтаси́нский райо́н) est une subdivision de la Bachkirie, située au nord-ouest de cette république.
Son centre administratif est la localité de Kaltassy (en).
Il a été établi en 1930.